# Canthidium clypeale
Canthidium clypeale är en skalbaggsart som beskrevs av Edgar von Harold 1867. Canthidium clypeale ingår i släktet Canthidium och familjen bladhorningar. Inga underarter finns listade.